# Don Whillans
Donald „Don“ Desbrow Whillans (* 18. Mai 1933 in Salford; † 4. August 1985 in Kennington) war ein britischer Bergsteiger und Kletterer.

## Leben
Donald war erstes von zwei Kindern des Verkäufers Thomas Whillans und seiner Frau Mary Burrows. Nach dem Besuch der State School und der Broughton Secondary Modern School von Salford, begann er eine Lehre als Klempner, die er jedoch nicht abschloss. Als Kind und Jugendlicher war er Mitglied der Pfadfindergruppe Boy Scouts und unternahm ausgedehnte Wanderungen im Peak-District-Nationalpark. Mit der Felskletterei begann er 1950, ohne Einschulung und unzureichend ausgerüstet.
Mit einigen weiteren Kletterern war er Ende 1951 bei der Gründung des Rock and Ice Clubs in Manchester beteiligt, dessen Mitglieder das britische Klettergeschehen bis in die späten 1960er Jahre beherrschen konnten. 1953 war er Gründungsmitglied der elitären Alpine Climbing Group des britischen Alpine Clubs. Am 24. Mai 1958 heiratete er die Schneiderin Audrey Whittall.
Die Auszeichnung Member of the British Empire (MBE), für die er aufgrund seiner zahlreichen Erfolge vorgesehen war, wurde ihm schließlich nicht mehr verliehen, da er sich 1975 nach einer Trunkenheitsfahrt eine Schlägerei mit Polizisten geliefert hatte.
Ab 1976 betrieb er eine Gaststätte im walisischen Penmaenmawr. Er starb 1985 im Alter von 52 Jahren an einem Herzinfarkt. Die British Mountaineering Council benannte 1993 eine Schutzhütte für Kletterer im Peak-District-Nationalpark nach ihm („Don Whillans Memorial Hut“).

## Bergsteigen
Mit der Felskletterei begann Whillans 1950 und bildete ab 1951 mit Joe Brown (1930–2020) eine der bekanntesten Seilschaften des Vereinigten Königreichs. Sie bestiegen unter anderem die Felsformationen Shining Clough Rocks in Derbyshire, Clogwyn Du'r Arddu sowie Dinas Cromlech in Gwynedd und eröffneten die schwierige „Sassenach“-Route am Ben Nevis in den Grampian Mountains. 1954 gelang ihnen mit der „Engländerführe“, der heute bekannteste Anstieg durch die Westwand des Aiguille de Blaitière (3522 m) im französischen Mont-Blanc-Massiv. Im selben Jahr durchstiegen sie zudem als erst dritte Seilschaft, die Westwand des Petit Dru (3733 m). Ihre Kletterpartnerschaft endete mit der Einladung Joe Browns zu einer Himalaya-Expedition, wo Brown die Erstbesteigung des Kangchendzönga (8586 m) gelang.
Doch auch Whillans blieb nicht untätig. Im August 1961 gelang ihm mit Chris Bonington, Ian Clough, René Desmaison, Jan Dlugosz, Ignazio Piussi, Yves Pollet-Villard und Pierre Julien, die Erstdurchsteigung des rund 500 m hohen Frêney-Zentralpfeilers am Mont Blanc (4810 m). Dieser galt als das letzte große Problem am höchsten Berg der Alpen. Knapp einen Monat zuvor war ein französisch-italienischer Besteigungsversuch in der Frêney-Tragödie gescheitert.
Im Januar 1963 gelang ihm mit Chris Bonington zudem die Erstbesteigung des Central Tower of Paine (2460 m) in der Cordillera-del-Paine-Gruppe in Patagonien. Im Mai 1970 schrieb er mit Dougal Haston erneut Alpingeschichte, als ihnen die Erstdurchsteigung der über 3000 m hohen Südwand der Annapurna (8091 m) im Himalaya gelang.
Weiters erkletterte er den Roraima-Tepui (2810 m) im Dreiländereck zwischen Venezuela, Brasilien und Guyana, sowie den Torre Egger (2880 m) an der argentinisch-chilenischen Grenze.
Er galt zudem als äußerst vorsichtiger und umsichtiger Kletterer, der mehrere Erstbesteigungen und Gipfelsiege für seine eigene Sicherheit oder die anderer Kletterer nicht vollendete. Dazu gehörten Expeditionen zum Masherbrum (7821 m) 1957 (Tod eines Seilkollegen, Erfrierungen des Expeditionsleiters, Aufgabe rund 100 m unter dem Gipfel), zum Trivor (7577 m) 1960 (Lähmungserscheinungen in den Beinen), an die Eiger-Nordwand (3967 m) 1962 (Rettung eines verletzten Kletterers nach Steinschlag). Ähnliche sicherheitsbedingte Abbrüche folgten 1975 am Tirich Mir (7708 m), 1981 am Shivling (6543 m), 1983 am Cerro Torre (3128 m) und 1983 am Broad Peak (8051 m).
1971 und 1972 nahm er an Expeditionen zum Mount Everest (8848 m) teil, die jedoch beide aufgrund logistischer Probleme und Meinungsverschiedenheiten der Teilnehmer scheiterten.